# Denne wyżyny
Denne wyżyny (ros. Зияющие высоты) – powieść Aleksandra Zinowjewa, rosyjskiego socjologa i filozofa, opublikowana w 1976 w Szwajcarii. 

## Geneza
Aleksander Zinowjew pisał książkę potajemnie w latach 1974–1975, po czym przekazał ją na Zachód. Wydało ją w 1976 roku szwajcarskie wydawnictwo L`Age d`Homme.
Kiedy odsunięto mnie od aktywnej pracy w sferze logiki, zacząłem po raz pierwszy od wielu lat mieć wolny czas – i pisać „Przepastne wyżyny”. (…) W gruncie rzeczy książka ta była już „napisana” w mojej głowie i pozostawało ją tylko przenieść na papier. Praca ta zajęła mi w sumie pół roku. Co prawda pracowałem jak szalony. Czasami pracowałem przez dwadzieścia godzin pod rząd. (…) Dla zamaskowania jednocześnie przygotowywałem książkę o logice, która w roku 1975 została opublikowana w Berlinie po niemiecku. (…) Po napisaniu aż do momentu publikacji, nie wiedziałem niczego konkretnego o losach książki. W gruncie rzeczy nie sądziłem, że wyjdzie w świat tak szybko. Jedyne na co liczyłem, to to, że książka nie przepadnie i za jakiś czas wyjdzie, bodaj w niewielkim nakładzie. Tym bardziej nie mogłem przewidzieć sukcesu „Wyżyn”.
Książka została przez władze ZSRR uznana za antyradziecką. Zinowjewa pozbawiono wszystkich tytułów akademickich, nagród wojskowych, zwolniono z pracy i usunięto z partii. Szykany dotknęły także jego rodzinę.
W języku polskim książka funkcjonuje pod trzema tytułami: „Otchłanne wyżyny” (A. Drawicz), „Przepastne wyżyny” (M. Broński), „Denne wyżyny” (R. Zimand).

## Problematyka
Utwór jest satyryczno-socjologicznym portretem społeczeństwa radzieckiego. Symbolizuje je społeczność Ibańska. Wielostronność ujęcia i perspektywa poznawcza pozwalają w przypadku „Dennych wyżyn” mówić o encyklopedii wiedzy o komunizmie i społeczeństwie totalitarnym. Społeczeństwem sportretowanym przez Zinowjewa rządzą prawa socjalne rozumiane następująco: mniej dawać, więcej brać, mniej ryzyka, więcej korzyści, mniej odpowiedzialności, więcej honorów, mniej uzależnienia od innych, więcej uzależnienia innych od nas itp.. Jednostka, będąc częścią grupy, opiera swoje istnienie na nieustannej konkurencji, dąży zatem do osłabienia pozycji innych. Codziennością są dwulicowość, donosy i zdrada. Władza w tym świecie nie służy ludziom, ale zabezpiecza interesy tych, którzy tę władzę sprawują, a są to osoby o niskim potencjale kulturalnym i intelektualnym. System wychowuje ludzi przystosowanych do życia w takich warunkach, ludzi, którzy nie potrafią żyć nigdzie indziej. Ideologią w Ibańsku zajmuje się wielomilionowa rzesza dziennikarzy, artystów, naukowców. Jest ona składową życia społecznego, władza nie musi zatem podtrzymywać jej siłą.
Dzieje Ibańska podzielił Zinowjew na trzy okresy: Przygnębienia, Zamętu i Rozkwitu. Przywódcami byli kolejno: Gospodarz, Knur i Zarządca. Odnosi się to wprost do rzeczywistości radzieckiej, gdzie odpowiednikami Gospodarza, Knura i Zarządcy są Stalin, Chruszczow i Breżniew.
Życie Ibańczyków to nie zwykłe życie, ale realizacja przedsięwzięć. Sposób, a jaki ona przebiega badają uczeni z Instytutu Filozofii Złych Zamierzeń, pod nadzorem Laboratorium Prania Mózgów. Obraz Instytutu jest ironiczno-satyryczny. Zinowjew wykpił pracowników nauki, pokazał jak miernoty podkopują konkurencję, jak działa mechanizm dopuszczania naukowców do wyjazdów zagranicznych, jak powszechna jest współpraca tego środowiska ze służbami bezpieczeństwa. Realia te znał autor doskonale, przez wiele lat pracując w Akademii Nauk ZSRR i na Uniwersytecie Moskiewskim.
Zinowjew w „Dennych wyżynach” opisuje także życie obozowe – w zupełnie innym duchu niż robiono to do tej pory. Temat ten potraktował satyrycznie i groteskowo. Ostatnim elementem książki Zinowjewa jest „Poemat o nudzie”. Społeczeństwo osiągnęło już maksimum degradacji, nuda jest wszechogarniająca, a codzienne trudności zabijają w Ibańczykach duchowe zainteresowania. Akceptują oni patologię, szarzyznę, niesprawiedliwość. Bohater tej części powieści, Gaduła, szuka odpowiedzi na pytanie o sens ludzkiego życia. Odnajduje go w prawdzie. Z prawdą łączy Zinowjew głasnost, który to termin w „Dennych wyżynach” zostaje użyty po raz pierwszy. Michaił Gorbaczow o głasnosti będzie mówił dopiero w drugiej połowie lat 80.
W swojej książce Zinowjew nie tylko przedstawia współczesność Ibańska, ale także wizję przyszłości tego kraju. Ibanizm opanować ma cały świat. System będzie stale się doskonalił, życie przywódców będzie przedłużone do 500 lat, będą oni uwolnieni od chorób i niezwykle sprawni seksualnie. Różnice między wsią a miastem zostaną zatarte, nie będzie także różnic między pracą umysłową a fizyczną, w efekcie czego uczeni będą zarabiać prawie tyle, co sprzątaczki i dozorcy. Przestaną istnieć różnice między płciami. Jest to wizja apokaliptyczna, chociaż w książce brak apokaliptycznej obrazowości i symboliki. Na odwrót, przeraża ona swoją zwykłością, codziennością.
Tytuł powieści oparty jest na oksymoronie, w efekcie czego autor uzyskał efekt paradoksu. Autor posłużył się chwytem „znalezionego rękopisu”, znanym literaturze od dawna. Z reguły rękopisy odnajdywano w niezwykłych okolicznościach, często wiązało się to z tajemnicą. Zinowiew odarł ten chwyt całkowicie z romantyczności, dostosował go do rzeczywistości. (…) Kolejny znak czasu, a jednocześnie sygnał stylu stanowi fakt, że rękopis odnaleziony został na wysypisku śmieci.
Zinowjew nie miał właściwie poprzedników i stworzył dzieło w pełni oryginalne i unikatowe. Stało się ono sensacją literacką i rozsławiło pisarza, który będzie odtąd niemal co roku wzbogacać literaturę rosyjską o nowe utwory.
Aleksander Zinowiew był pierwszym, który zaproponował nowe spojrzenie na ustrój radziecki. Odrzucając analizę „per analogiam”, zrezygnował z badania społeczeństwa sowieckiego poprzez porównywanie go z Rosją przedrewolucyjną albo ze współczesnym Zachodem. W przeciwieństwie do swych byłych kolegów Zinowiew używa pojęć sowieckich i terminologii marksistowskiej nie dla dowiedzenia zdobyczy ustroju komunistycznego, a dla udokumentowania jego wad.